# Загорянівка
Загоря́нівка — село в Україні, у Музиківській сільській громаді Херсонського району Херсонської області. Станом на 01.01.2024 у селі постійного населення 300 мешканців, в тому числі 40 внутрішньо переміщені особи. На сьогоднішній день в селі 170 домогосподарств.

## Населення
Згідно з переписом УРСР 1989 року чисельність наявного населення села становила 394 особи, з яких 188 чоловіків та 206 жінок.
За переписом населення України 2001 року в селі мешкала 431 особа.

### Мовний склад
Рідна мова населення за даними перепису 2001 року:
| Мова       | Чисельність, осіб | Доля     |
| ---------- | ----------------- | -------- |
| Українська | 407               | 93,14 %  |
| Російська  | 28                | 6,40 %   |
| Інше       | 2                 | 0,46 %   |
| Разом      | 437               | 100,00 % |

## Історія
Вперше в історичній літературі згадують Шкуринові хутори, Шкурини у 1859 році. Згідно з переписом населення в той час у Шкуринах проживало 244 жителів. В 1890 році вже згадуються Шкуринові та Загорянові хутори, загальна чисельність жителів складала - 584 людини. Заможні селяни на хуторах розводили коней, волів, свиней, птахів. Відгодовану худобу та птахів продавали на базарах міст Херсону та Миколаєва. До початку 20 століття різко загострилися класові суперечки між біднотою й куркулями, заможні селяни  ставали ще багатішими, знедолені ще біднішими. У 1905—1907 роках пройшли помітні хвилювання серед бідноти, які завершилися пожежами господарств.
За переписом 1912 року у Загорянових хуторах проживало 279 жителів (було 50 дворів), у Шкуринових хуторах - 554 жителі (91 двір). Радянська влада на хуторах встановлена в січні 1918 року.
08 вересня 1920 року у складі 40 жителів Загорянових хуторів при участі більшовика Тонконого з головою зборів Жмак Василем Никифоровичем було організовано Комнезам, на порядку денному якого було питання про відправлення добровольців у червоне козацтво. У травні 1921 року у Шкуринівці відкрито хату-читальню (94 книги). Організував культурну діяльність на хуторах Бурдієнко Г. М. У грудні 1924 року була відкрита школа-лікбез. У 1925 році у школі налічувалось 67 учнів з початком занять у жовтні. З вересня 1923 року у селі Шкуринівка артіль ім. Карла Маркса. Господарство мало 30 десятин землі, однин вітряний млин.
У грудні 1924 року на хуторах відкривається кооператив ім. Левитинського під керівництвом Петренко М. К. і Лазаренко Д. Н. Першою головою Загорянових і Шкуринових хуторів у квітні 1925 року було обрано Ісаєв П. І.
Історія села Східне починається 3 квітня 1931 року, коли тут при колонії НКВД № 13, ім. Полякова було закладене дослідницьке господарство із розведення степової  породи великої рогатої худоби. А пізніше свиней української степової білої породи. Першим зоотехніком господарства колонії був вчений зоотехнік  Савічев А. І., який працював  тут  з 1929 року по 1961 рік.
З 1936 року у селі Загорянівка існував колгосп «Нове життя» у який входило 362 колгоспники. У користуванні  колгоспу знаходилося 1421 га землі. Сіяли ячмінь, пшеницю, просо. Вирощували картоплю, капусту, томати, буряк, баштанні культури. В 1941 році утримували велику рогату худобу. Перед війною колгосп мав техніку.
Після початку воєнних дій усе стадо великої рогатої худоби гоном було переплавлене у Саратовську область, де воно утримувалось до 1944 року.  У березні 1944 року село Східне, Загорянівка, Шкуринівка були визволені Червоною Армією від німецько-фашистських окупантів. За роки Великої Вітчизняної війни з сіл пішли в Червону Армію 200 чоловік, з них 86 загинуло, а 169 нагороджені медалями та орденами. За  бойові дії під час визволення наших сіл звання Героя Радянського Союзу отримав сержант Ямщиков П. А. Загинуло 5 червоноармійців, пам'ятник яким встановлено у центрі села Східне на території школи. Ніколи жителі села не забувають імена героїв — Старих  Василь Дмитрович, Тютюнник Микола Семенович, Швець Іван Іванович. Безчетний Григорій Панфілович, Віщунов Борис Олексійович.
В 1953 році в жовтні на території колишньої сільськогосподарської колонії МВС організований племрадгосп «Східний» з центральною  садибою в селі Східне. Радгосп  був підлеглий республіканському Укрплемтресту.
Першим директором був призначений Дилєєв Д. І.
Перша дорога з твердим щебеневим покриттям була насипана в 1968-1970 роках і починалась з села Східне через Загорянівку та Шкуринівку у напрямку села Степанівка.
В 1976 на цій дорозі була побудована асфальтована дорога. На 01.01.1969 року племрадгоспі «Східний» працювало 360 робітників та службовців, було 76 квартир в будинках. Інше населення жило в бараках, що лишилось після колонії. В період 1970-1976 роки було знесено 5 із 7 бараків. Число робітників та службовців склало в 1985 році 530 осіб.
В 1976 році була збудована в селі Східне школа на 320 місць. У 1970-1980 роки  в племрадгоспі збудовано гараж, майстерня, свинарник, 5 корівників, складські приміщення, В середньому за цей період в рік будувалося по 12 квартир і по три об'єкти різного призначення.
Центр сільської ради в теперішній час і центральна контора знаходяться в селі Східне, яке розташоване за 48 км від районного центру і за 30 км від залізничної станції  Херсон. Загальна чисельність населення села Східне, села Загорянівка, села Шкуринівка  на 01.01 2006 року складала 1228 осіб.
З жовтня 1977 року Загорянівська сільська рада народних депутатів, а з 1979 року Східненська сільська рада народних депутатів. Згідно Закону України «Про місцеве самоврядування в Україні» від 23 травня 1997 року № 280-97 змінився статус обласних, районних, сільських рад народних депутатів на  Східненську сільську раду Білозерського району Херсонської області.
В липні 2020 року завершено ремонт дороги О220211 Східне – Загорянівка (біля с.Шкуринівка) на км 3+800 - 8+800. Це перша з 15 доріг, яку планували відремонтувати та ввести в експлуатацію у 2020 році, в рамках програми "Велике будівництво".
З 24 лютого 2022 року село було окуповане військами рф.
10 листопада 2022 року визволене з-під російської окупації в ході контрнаступу Збройних сил України в Херсонській області. 
Після відступу окупаційних військ було знищено енергоживлення села. Енергопостачання села було відновлено 13 грудня 2022 року.
В червні 2023 року сапери НГУ виконували завдання з гуманітарного розмінування територій сільськогосподарського призначення в районі села.
В 2024-2025 рр. на території села проводиться поточні ремонти мереж водопостачання відповідно до тендерів від комунального підприємства "Струмок-2".

## Бібліотека
Загорянівка зовсім невелике село в Музиківській сільській територіальній громаді. Тут немає школи, дитячого садочку чи будинку культури… Єдиний діючий заклад - бібліотека. Жодного дня не стояло питання щодо закриття закладу, бо апарат управління розумів, що без культури і родинного тепла бібліотеки село не виживе.
З цікавого, відразу після об'єднання, тоді коли колективно почали писати Стратегію розвитку громади, то від бібліотекаря і читачів не чули питання щодо ремонту приміщення чи створення додаткових комфортних умов. Люди просили книги та щорічну передплату періодичних видань.  
У 2017 році почали  пошук додаткових коштів на ремонт будівлі, а вона була в жахливому стані - стеля падала, постійний холод та сирість, стелажі завідувач рівняла спеціально принесеним з дому молотком.
Херсонська обласна рада започаткувала конкурс проєктів розвитку для органів місцевого самоврядування. На жаль, бібліотека не встигла взяти участь у конкурсі зі своєю ідеєю, але отримали час для обдумування та підготовки якісного проєкту на наступний рік. В цей період пройшли неодноразові акції по зборі та передачі книжок до Загорянівської бібліотеки з Музиківки, Східного, Мірошниківки та Висунців. За кошти місцевого бюджету передплачувалися газети та журнали. Бібліотека стала центром голосування за проєкти Бюджету участі в 2018 та 2019 раках. Тут щорічно відбувалися загальні збори громадян, сільський голова звітував про свою роботу, фінансисти розповідали про бюджет та збирали пропозиції до нього. На початку війни з Росією бібліотека стала волонтерським центром для допомоги добровольцям, збирали кошти, речі та продуктові набори, діти малювали місцевим військовим малюнки та писали листи.
Зусилля команди, яка сформувалася за кілька років об'єднання  принесли перемогу у конкурсі проєктів розвитку Херсонської обласної ради у 2018 році. Показовою була підтримка проєкту усіма депутатами з усіх населених пунктів Музиківської громади.
2019 рік — це рік ремонту та стресу. Стресу для читачів, бо їх тимчасово позбавили місця для зборів та спілкування. Стресу для  завідувача бібліотеки, яка тимчасово втратила улюблену справу. Стресу для команди, бо при реалізації  такого великого проєкту завжди з'являються непередбачувані видатки та дрібні конфлікти. Але ремонт зробили і в бібліотеці  почалося зовсім нове життя.
Зараз в бібліотеці вирує життя! Діти та молодь організувати клуб настільних ігор. Частину нових ігор за зверненням дітей придбала сільська рада за кошти «Програми розвитку молоді», частину передали жителі громади. Три роки поспіль біля бібліотеки активісти садять дерева. В 2019 році висадили — павловнії. Це дерево дуже швидко росте і тому наша бібліотека вже зовсім скоро опиниться в квітучому саду. У 2020 році за державною програмою бібліотечний фонд поповнився на 69 книжок.
Історія успіху нашої бібліотеки перемогла в конкурсі «Книгу - громаді», організованому Фундацією Дарини Жолдак та Ресурсним центром «Гурт», а читачі отримали пакунок сучасних книжок.
Після капітального ремонту бібліотека перетворилася на соціокультурний центр сіл Загорянівка і Шкуринівка. Здійснено величезний обсяг робіт. Повністю відновлений дах і фасад будівлі. Внутрішнім змінам багато хто може позаздрити - рівненькі стіни, утеплена підлога, яскраве освітлення. В приміщенні тепло, підведене водопостачання. До послуг користувачів фонд, що налічує 8000 тисяч примірників. Окрема читальна зала, зона відпочинку і дитячого розвитку з телевізором, настільними іграми, періодикою. Поступово з невеличкої бібліотеки наш заклад перетворюється на територію читання, спілкування, розвитку, центр швидкого отримання інформації. Але навіть у час глобальної комп'ютеризації ще ніхто не відміняв книги.
Тільки взявши до рук книгу, отримаєш приємні відчуття, теплоту, запах паперу. Цього не передасть електронна книга. Але й це не головне. Головне читати. Бо книжки — це знання й емоції, які на відміну від щоденного потоку інформації, залишаються з нами надовго.

## Географія
На південно-східній околиці села річка Драна впадає у річку Веревчину.

## Храми
- Парафія Святого Апостола Івана Богослова УПЦ КП

## Люди
- Василенко Микола Олександрович (1924, Загорянівка — 2018, Херсон) — український письменник. Микола Олександрович походить із козацького старшинського роду Василенків, відомого на Новгород-Сіверщині з 18 століття. Письменник народився 1 травня 1924 року в селянській родині у селі Загорянівка. У 1992 році отримав визнання і був прийнятий до Національної спілки письменників України. Лауреат Усеукраїнських літературних премій імені Василя Мисика та Яра Славутича, державної іменної стипендії громадянам України, які зазнали переслідувань за правозахисну діяльність. За активну громадянську позицію, благодійну та культурно-просвітницьку діяльність відзначений званням “Почесний громадянин міста Херсона”, яке присвоєно рішенням Херсонської міської ради від 31 серпня 2016 року № 322.